# Kurt Günther (Maler)
Kurt Günther (* 1. Dezember 1893 in Gera; † 12. Februar 1955 in Stadtroda; eigentlich Curt Georg Paul Günther) war ein deutscher Maler.

## Leben
Kurt Günther wuchs als Sohn eines Druckers und Druckereibesitzers auf. Unmittelbar nach Abschluss des Gymnasiums ging er 1913 zum Studium an die Kunstgewerbeschule in Dresden, wo zu seinen Kommilitonen unter anderem Otto Dix, der wie Günther aus Gera stammte, und Otto Griebel gehörten. Mit Ausbruch des Ersten Weltkriegs wurde Günther 1914 zum Kriegsdienst eingezogen, den er bei den Luftstreitkräften ableistete, bis er 1917 wegen einer schweren Lungentuberkulose entlassen wurde. Seine finanzielle Situation erlaubte es ihm, die Krankheit in Davos (Schweiz) behandeln zu lassen, wo er Ernst Ludwig Kirchner kennenlernte.
1919 kehrte Günther nach Dresden zurück und setzte sein Studium an der Kunstakademie fort, wo er der Malklasse von Richard Müller angehörte. Günther unternahm künstlerische Experimente im Expressionismus, Dadaismus und Verismus und er war Teil der Dresdner Dada-Gruppe. Zu dieser Zeit arbeitete Günther eng mit Otto Dix zusammen, beide nutzten häufig das Atelier ihrer Kommilitonin Viola Schulhoff – der Schwester des Komponisten Erwin Schulhoff – mit; Günther und Schulhoff unterstützen den aus eher einfachen Verhältnissen stammenden Dix oft finanziell. Ein Zeugnis dieser Zeit ist Günthers verschollenes, jedoch fotografisch erhaltenes Gemälde Boxkampf, in dem Dix, Schulhoff und andere im Publikum dargestellt sind. 1922 heirateten Günther und Schulhoff und zogen nach Bad Reichenhall. Die Ehe hielt drei Jahre, woraufhin Günther in seine Heimatstadt Gera zurückkehrte. Versuche, wieder in Dresden Fuß zu fassen – wo Otto Dix inzwischen eine Professur innehatte –, blieben erfolglos.
In den Geraer Künstler- und Intellektuellenkreisen fand Günther schnell Akzeptanz und Anerkennung. Mit den Landschaftsmalern Hermann Paschold, Alexander Wolfgang und Paul Neidhardt, dem Geologen Rudolf Hundt und anderen gründete er die spätdadaistische Vereinigung pro pro bru (produktive-prominente-brummochsen). Günthers vorherrschendes Sujet war – wie bereits in Bad Reichenhall – das Porträt; hinzu kommen veristische Darstellungen weiblicher Erotik.
1928 gab es in der Galerie Nierendorf in Berlin eine Ausstellung mit Werken Günthers. Die Ausstellung war von Franz Roh vermittelt worden, der auch das Vorwort zum Ausstellungskatalog schrieb und ein kleines Büchlein mit dem Titel Der Maler Kurt Günther veröffentlichte. Erich Knauf widmete Günther ein umfangreiches Kapitel in seinem Buch Empörung und Gestaltung.
Von 1929 bis 1931 hielt Günther sich in Frankreich auf und betrieb unter anderem Aktstudien an der Académie de la Grande Chaumière. Nach seiner Rückkehr nach Gera löste er einen Skandal aus, indem er ein Gemälde, das ein blondes Mädchen in den Armen eines schwarzen Jazztrompeters zeigte, öffentlich in einem Schaufenster ausstellte – es wurde von behördlicher Seite entfernt. Nach einer erneuten Eheschließung zog Günther 1932 von Gera in das nahegelegene abgeschiedene Dorf Kaltenborn, wo er ein Haus erworben hatte. 1934 besuchte ihn Erich Knauf nach seiner ersten Haftentlassung in Kaltenborn und wurde von Günther mehrfach porträtiert. Nach der Machtergreifung der Nationalsozialisten 1933 war Günther von Hausdurchsuchungen und ab 1934 von Ausstellungsverbot betroffen. 1937 wurden im Rahmen der deutschlandweiten konzertierten Aktion „Entartete Kunst“ elf Bilder Günthers aus dem Städtischen Museum Gera beschlagnahmt und anschließend zerstört.
Die Jahre der Inneren Emigration verbrachte Günther unter anderem – nach der Geburt seiner ersten Tochter 1934 – mit Kinderporträts, ab 1936 mit Porträts der Kaltenborner Bauern und ab 1940 auch verstärkt mit Landschaftsmalerei. 1944 wurde er zum Volkssturm eingezogen.
Nach Kriegsende 1945 wurde Günther als Volksschul- und Volkshochschullehrer in Gera tätig sowie 1946 durch die Landesregierung Thüringen zum Professor ernannt.  
Seine letzten Lebensjahre waren zunehmend von Krankheit und Depressionen gekennzeichnet. Landschaften nahmen in seinem Spätwerk eine immer dominierendere Rolle ein; verstärkt wandte sich Günther der Alla-Prima-Malerei zu.
Günther war bis zu seinem Ableben mit Maria Günther verheiratet.

## Öffentliche Sammlungen mit Werken Günthers (mutmaßlich unvollständig)
- Altenburg/Thüringen: Lindenau-Museum
- Berlin: Neue Nationalgalerie[3]
- Gera: Otto-Dix-Haus

## Werke

### 1937 nachweislich als "entartet" beschlagnahmte Werke
- Alt und jung (Aquarell)
- Akt Paris (Aquarell)
- Der Architekt (Aquarell)
- Weibliches Porträt (Aquarell)
- Sitzendes Mädchen (Aquarell)
- Weibliches Porträt mit Hut (Aquarell)
- Orchis Eva (Aquarell)
- Ludmilla (Tafelbild)
- Tümmelberg (Tafelbild)
- Der Tenor (Tafelbild)
- Zoizanolli (Tafelbild)

## Ausstellungen nach 1945 (mutmaßlich unvollständig)
- 1946/1947: Leipzig, Museum der bildenden Künste („Mitteldeutsche Kunst“)[4]
- 1948: Altenburg, Lindenau-Museum („Werke Geraer Künstler“)[5]
- 1948: Gera, Stadthalle („Junge Kunst. Zwölf Maler stellen aus“)